# Slalom
『Slalom』（スラローム）は、任天堂が1986年に発売した日本未発売のアーケードゲーム。任天堂VS.システム基盤を用いたゲームで『VS.Slalom』という名称で稼働したのち、翌年1987年にはNintendo Entertainment System向けに発売された。
ウィンタースポーツのスラロームを題材にしたゲームで、障害物をよけながら制限時間内にゴールを目指す。開発は、後に『スーパードンキーコング』『バンジョーとカズーイの大冒険』シリーズを任天堂と協力して開発するレア社（現・Xbox Game Studios）で、同社と任天堂が手を結んだ初めての作品。1985年にプラットフォームをNESに移して屋号を改め「レア社」として活動を開始した初の開発タイトルかつデビッド・ワイズが初めて音楽を担当した作品。
NES版が日本では2015年8月6日にXbox One用オムニバスタイトル『Rare Replay』としてMicrosoft Studiosから発売。

## 移植版
| No. | タイトル    | 発売日                    | 対応機種                      | 開発元       | 発売元            | メディア            | 型式                | 備考                                           |
| --- | ----------- | ------------------------- | ----------------------------- | ------------ | ----------------- | ------------------- | ------------------- | ---------------------------------------------- |
| 1   | Slalom      | 1987年3月 1987年10月15日  | Nintendo Entertainment System | Rare Coin-It | Nintendo          | Game Pak            | NES-P-SL            |                                                |
| 2   | Rare Replay | 2015年8月4日 2015年8月6日 | Xbox One                      | レア         | Microsoft Studios | BD-ROM ダウンロード | KA5-00001 KA5-00008 | NES版の移植 レア制作のゲーム30本をカップリング |

Xbox One版
任天堂に関する権利表記が全て削除されている。

## スタッフ
- プロデューサー: ティム・スタンパー、クリス・スタンパー
- 作曲家: デビッド・ワイズ